# Jean Lucas
Jean Lucas de Souza Oliveira (Rio de Janeiro, 22 de junho de 1998) é um futebolista brasileiro que atua como volante. Atualmente joga no Bahia.

## Carreira

### Flamengo
Estreou como profissional no dia 17 de janeiro de 2018, aos 19 anos, em um jogo do Campeonato Carioca contra o Volta Redonda, no Estádio Raulino de Oliveira. Em 21 de março, atuou no Campeonato Brasileiro entrando como substituto no último minuto da partida contra o América Mineiro, em jogo que o Flamengo venceu por 2–0.
Jean Lucas estreou em uma competição continental no dia 23 de maio, contra o River Plate, pela Copa Libertadores da América, em jogo realizado no Estádio Monumental de Núñez. O volante foi titular durante 82 minutos, e as equipes empataram em 0–0.
Marcou seu primeiro gol como profissional no dia 12 de janeiro de 2019, na vitória por 1–0 diante do Eintracht Frankfurt, no Orlando City Stadium, em jogo válido pela Florida Cup. Este gol garantiu o título do torneio de pré temporada ao Flamengo.
Em fevereiro foi emprestado ao Santos, envolvido na venda do atacante Bruno Henrique. A ideia do Flamengo era que Jean tivesse mais oportunidades no clube santista, e assim conseguisse ser vendido. O atleta tinha como marca registrada o "estilo clássico" e era um dos poucos jogadores a usar a camisa por dentro do calção, o que era moda até meados dos anos 2000.

### Santos
Jean Lucas teve a contratação acertada na noite de 6 de fevereiro de 2019, assinando por empréstimo até dezembro, sem valor de compra fixado. O reforço foi envolvido na venda de Bruno Henrique por 23 milhões de reais.
Titular absoluto sob o comando de Jorge Sampaoli, Jean Lucas destacou-se no período de quatro meses em que atuou pelo Peixe. Em junho, o Flamengo, que era o dono de seu passe, acertou sua venda ao Lyon. O contrato, no entanto, não contava com cláusula de vitrine; assim, o Santos não recebeu nenhum centavo pela transação.

### Lyon
Foi anunciado no dia 20 de junho de 2019 como novo jogador do Lyon, sendo contratado por 8 milhões de euros. Marcou seu primeiro gol pelo clube no dia 16 de agosto, na goleada de 6–0 sobre o Angers, pela Ligue 1, em linda jogada do holandês Memphis Depay. Ao todo, atuou em 25 jogos e marcou três gols pelo Lyon.

### Brest
Sem espaço no Lyon, em janeiro de 2021 foi emprestado ao Brest. Teve atuação de destaque no dia 3 de março, ao dar duas assistências na vitória por 3–1 sobre o Dijon. O volante atuou em 17 partidas pelo clube durante o empréstimo, e não marcou gols.

### Monaco
No dia 2 de agosto de 2021, Jean Lucas foi oficializado e anunciado como novo reforço do Monaco por 12 milhões de euros (74 milhões de reais), assinando contrato até 2026. Estreou pela equipe no dia 6 de agosto, no empate de 1–1 com o Nantes, em jogo válido pela 1ª rodada da Ligue 1.
Em sua primeira temporada pelo Monaco, entre 2021 e 2022, o volante atuou em 39 jogos e marcou dois gols. Porém, na temporada 2022–23, disputou apenas dez partidas. Sem entrar em campo desde outubro de 2022, atuou durante apenas sete minutos num empate em 1–1 contra o Ferencváros, da Hungria, pela fase de grupos da Liga Europa da UEFA.

### Retorno ao Santos
Após ter perdido espaço no Monaco, o volante acertou seu retorno ao Santos no dia 16 de julho de 2023, assinando contrato até o fim de 2027 com o Peixe. Fez sua reestreia no dia 23 de julho, iniciando como titular no empate por 2–2 contra o Botafogo, pelo Campeonato Brasileiro. Apesar de estar sem ritmo de jogo, Jean Lucas teve boa atuação e deu a assistência para o primeiro gol do Santos, marcado por Marcos Leonardo.
Tendo participado da campanha de rebaixamento do Santos, o jogador deixou o clube no final da temporada. No total, atuou em 22 partidas e deu três assistências.

### Bahia
Jean Lucas foi anunciado oficialmente pelo Bahia no dia 10 de janeiro de 2024, assinando contrato até 2028. O volante estreou pela equipe no dia 17 de janeiro, marcando um dos gols do empate por 3–3 contra o Blackburn, em amistoso de pré-temporada realizado na Inglaterra. Seu primeiro gol oficial pelo time foi marcado no dia 24 de janeiro, na goleada por 5–0 contra o Jacobina, em jogo válido pelo Campeonato Baiano.
O jogador encerrou a temporada com 61 jogos (sendo 57 como titular), nove gols marcados e cinco assistências distribuídas.
Conquistou seu primeiro título pelo Bahia no dia 23 de março, sendo titular e atuando no empate por 1–1 contra o Vitória, fora de casa, válido pela final do Campeonato Baiano. Como havia vencido por 2–0 na ida, o empate foi suficiente para o Tricolor levantar a taça. Mantendo a boa fase e continuando como peça fundamental na equipe comandada por Rogério Ceni, Jean Lucas marcou um importante gol no dia 3 de abril, num empate em 1–1 contra o Internacional, em casa, válido pela fase de grupos da Libertadores.

## Seleção Nacional
No dia 16 de agosto de 2019, foi convocado pelo treinador André Jardine para amistosos com a Seleção Olímpica. No mesmo dia, balançou as redes pela primeira vez atuando pelo Lyon.

## Estatísticas
Atualizadas até 10 de agosto de 2021

### Clubes
| Clube             | Temporada         | Campeonato nacional | Campeonato nacional | Campeonato nacional | Copa nacional[a] | Copa nacional[a] | Copa nacional[a] | Competições continentais[b] | Competições continentais[b] | Competições continentais[b] | Outros torneios[c] | Outros torneios[c] | Outros torneios[c] | Total | Total | Total   |
| Clube             | Temporada         | Jogos               | Gols                | Assist.             | Jogos            | Gols             | Assist.          | Jogos                       | Gols                        | Assist.                     | Jogos              | Gols               | Assist.            | Jogos | Gols  | Assist. |
| ----------------- | ----------------- | ------------------- | ------------------- | ------------------- | ---------------- | ---------------- | ---------------- | --------------------------- | --------------------------- | --------------------------- | ------------------ | ------------------ | ------------------ | ----- | ----- | ------- |
| Flamengo          | 2018              | 14                  | 0                   | 0                   | 2                | 0                | 0                | 2                           | 0                           | 0                           | 6                  | 0                  | 0                  | 24    | 0     | 0       |
| Flamengo          | 2019              | 0                   | 0                   | 0                   | 0                | 0                | 0                | 0                           | 0                           | 0                           | 4                  | 1                  | 0                  | 4     | 1     | 0       |
| Flamengo          | Total             | 14                  | 0                   | 0                   | 2                | 0                | 0                | 2                           | 0                           | 0                           | 10                 | 1                  | 0                  | 28    | 1     | 0       |
| Santos            | 2019              | 9                   | 0                   | 1                   | 6                | 0                | 0                | 0                           | 0                           | 0                           | 5                  | 0                  | 0                  | 20    | 0     | 1       |
| Santos            | Total             | 9                   | 0                   | 1                   | 6                | 0                | 0                | 0                           | 0                           | 0                           | 5                  | 0                  | 0                  | 20    | 0     | 1       |
| Lyon              | 2019–20           | 11                  | 1                   | 0                   | 5                | 2                | 1                | 1                           | 0                           | 0                           | 0                  | 0                  | 0                  | 18    | 3     | 1       |
| Lyon              | 2020–21           | 8                   | 0                   | 0                   | 0                | 0                | 0                | 0                           | 0                           | 0                           | 0                  | 0                  | 0                  | 8     | 0     | 0       |
| Lyon              | Total             | 19                  | 1                   | 0                   | 5                | 2                | 1                | 1                           | 0                           | 0                           | 0                  | 0                  | 0                  | 25    | 3     | 1       |
| Brest             | 2020–21           | 17                  | 0                   | 3                   | —                | —                | —                | —                           | —                           | —                           | —                  | —                  | —                  | 16    | 0     | 3       |
| Brest             | Total             | 17                  | 0                   | 3                   | 0                | 0                | 0                | 0                           | 0                           | 0                           | 0                  | 0                  | 0                  | 17    | 0     | 3       |
| Monaco            | 2021–22           | 1                   | 0                   | 0                   | 0                | 0                | 0                | 0                           | 0                           | 0                           | 0                  | 0                  | 0                  | 1     | 0     | 0       |
| Monaco            | Total             | 1                   | 0                   | 0                   | 0                | 0                | 0                | 0                           | 0                           | 0                           | 0                  | 0                  | 0                  | 1     | 0     | 0       |
| Total na carreira | Total na carreira | 60                  | 1                   | 4                   | 13               | 2                | 1                | 3                           | 0                           | 0                           | 15                 | 1                  | 0                  | 91    | 4     | 6       |

- a. ^ Jogos da Copa do Brasil
- b. ^ Jogos da Copa Libertadores da América, Copa do Mundo de Clubes da FIFA, Recopa Sul-Americana e Copa Sul-Americana
- c. ^ Jogos do Campeonato Carioca, Campeonato Paulista, Florida Cup, Copa Emirates e amistosos

### Seleção Brasileira
| Ano   |       |      |         |
| Ano   | Jogos | Gols | Assist. |
| ----- | ----- | ---- | ------- |
| 2019  | 1     | 0    | 0       |
| Total | 1     | 0    | 0       |

| Ano   |       |      |         |
| Ano   | Jogos | Gols | Assist. |
| ----- | ----- | ---- | ------- |
| 2019  | 1     | 0    | 0       |
| Total | 1     | 0    | 0       |

Expanda a caixa de informações para conferir todos os jogos deste jogador, pela sua seleção nacional.
Sub-23
|    | Data                  | Local                       | Resultado | Adversário | Gol(s) | Assist. | Competição |
| -- | --------------------- | --------------------------- | --------- | ---------- | ------ | ------- | ---------- |
| 1. | 9 de setembro de 2019 | Pacaembu, São Paulo, Brasil | 3–1       | Chile      | 2      | 0       | Amistoso   |

## Títulos
Flamengo
- Taça Guanabara: 2018
- Florida Cup: 2019

Lyon
- Copa Emirates de 2019

Bahia
- Campeonato Baiano: 2025